# Teucholabis (Teucholabis) inermis
Teucholabis (Teucholabis) inermis is een tweevleugelige uit de familie steltmuggen (Limoniidae). De soort komt voor in het Neotropisch gebied.